# Anam Fent
Anam Fent és un pòdcast mallorquí en llengua catalana presentat per les periodistes i comunicadores audiovisuals Aina Segura i Neus Gil. S'emet setmanalment en forma de videopòdcast a través de Youtube i Spotify, i se'n difonen clips a Instagram i Tiktok. De temàtica diversa, combina la tertúlia i les entrevistes amb convidats.
El projecte encetà el 2022, durant un Erasmus a Alemanya, amb l’objectiu de tenir un diari personal i un record de l’experiència. El títol del pòdcast s'inspira en una expressió mallorquina molt comuna i fa referència al caràcter improvisat del contingut. A partir de la segona temporada, ja de tornada a l’illa, se'n va començar a professionalitzar la imatge, la promoció i els aspectes més tècnics. El programa destaca per les temàtiques d’interès jove i d’actualitat, compta amb seccions com «La veu del poble», en la qual interactuen amb el públic, i entrevistes amb personatges de renom de Mallorca, d'entre els quals destaquen cantants i altres creadors de contingut.
El 2024, Anam Fent va ser nominat pel públic als Premis Sonor i guardonat amb el premi al millor pòdcast, juntament amb Sap greu tan jove, en la primera edició dels premis AMIC-Tresdeu, convocats per l'Associació de Mitjans d’Informació i Comunicació i el digital cultural Tresdeu. A més, el 2025, va ser finalista dels Premis CRIT en la categoria d'entreteniment.